# Калининский район (Пермская область)
Калининский район — административно-территориальная единица в составе Уральской, Молотовской и Пермской областей, существовавшая в 1923—1931 и 1941—1959 годах. Административный центр — село Калинино (до 1952 года — Юго-Осокино).

## История
Юго-Осокинский район был образован в ноябре 1923 года в составе Кунгурского округа Уральской области РСФСР. В 1929 году Кунгурский округ был упразднён и Юго-Осокинский район был передан в Пермский округ. После ликвидации округов в 1930 году район перешёл в прямое подчинение Уральской области.
15 июля 1931 года Юго-Осокинский район был упразднён.
Вторично Юго-Осокинский район был образован в составе Молотовской области 13 января 1941 года из части территории Кунгурского, Ординского и Осинского районов.
По данным 1947 года район включал 19 сельсоветов: Аннинский, Бизярский, Блиновский, Богородский, Быковский, Бырминский, Веслянский, Ершовский, Кокуйский, Кособановский, Ленский, Лужкинский, Мазунинский, Полыгорский, Троельганский, Усть-Турский, Шишмарский, Юговский и Юго-Осокинский.
В 1952 году цент района село Юго-Осокино было переименовано в Калинино, а Юго-Осокинский район — в Калининский район.
4 ноября 1959 года Калининский район был упразднён, а его территория передана в Кунгурский район.